# Расулов, Магомед-Расул Расулович
Магоме́д-Расу́л Расу́лович Расу́лов (1936, Кубачи, Дагестанская АССР — 25 ноября 2017) — даргинскии писатель и драматург, литературовед. Творческий псевдоним — Магомед-Расул. Народный писатель Дагестана (1997).

## Биография
Магомед-Расул Расулов родился 25 января 1936 года в ауле Кубачи. Окончил Дагестанский педагогический институт имени Сулеймана Стальского (ныне ДГУ) и Литературный институт имени А. М. Горького в Москве. Работал учителем в родном ауле Кубачи. Сотрудничал в республиканской газете «Ленинское знамя», был главным редактором детского журнала «Соколёнок». Был директором Дагкнигоиздата.

## Творчество
Первыми публикациями Магомед-Расула были его стихи на страницах республиканской периодической печати в конце 1950-х годов. В 1962 году в Дагестанском книжном издательстве вышла первая книга рассказов Магомед-Расула «Чанкур» на даргинском языке. Далее были изданы книги «После свадьбы», «А жизнь не ждёт», «Горная гвоздика», роман «Отец пророка» и др.
Произведения Расулова переводились на русский язык и публиковались московскими издательствами. Автор пьес, которые в дальнейшем были поставлены на сценах дагестанских театров, и множества монографий..

## Награды и премии
- Орден «За заслуги перед Республикой Дагестан» (2016)[3]
- Народный писатель Дагестана (1997)
- Отличник печати СССР
- Республиканская (ДАССР) премия им. С. Стальского
- Премия им. О. Батырая[2].